# Володимир-Волинська міська територіальна громада
Володимир-Волинська міська територіальна громада — територіальна громада в Україні, у Володимирському районі Волинської області. Адміністративний центр — місто Володимир. Не зважаючи на перейменування адміністративного центру, територіальна громада не була перейменована, оскільки наразі відсутні правові підстави і механізми для перейменування територіальних громад.
Площа громади — 104,2 км², населення — 42227 мешканців (2021).

## Історія
Громада утворена відповідно розпорядженням Кабінету Міністрів України від 12 червня 2020 року № 708-р шляхом об'єднання Володимир-Волинської міської ради та Зарічанської, Ласківської сільських рад Володимир-Волинського району.

## Населені пункти
До складу громади входять: 1 місто (Володимир) та 8 сіл — Вощатин, Дігтів, Заріччя, Ласків, Новосілки, Орані, Суходоли та Федорівка.

## Старостинські округи
- Зарічанський
- Ласківський[4]